# Lejeunea pallida
Lejeunea pallida là một loài Rêu trong họ Lejeuneaceae. Loài này được (S. Hatt.) S. Hatt. mô tả khoa học đầu tiên năm 1952.